# George Neamțu
George Neamțu (n. 2 august 1881, comuna Porumbacu de Jos, Comitatul Făgăraș, Regatul Ungariei – d. secolul al XX-lea) a fost membru secretar al Consiliului Național Român din Caransebeș la Marea Adunare Națională de la Alba Iulia din 1 decembrie 1918.

## Biografie
A fost învățător și director al Școalei primare de băieți și de fete și al scolii de ucenici din Caransebeș din 1919 până în 1 septembrie 1938 când a ieșit în pensie.
A fost membru secretar al Cosniliului Național Român din Caransebeș din noiembrie 1918 până în august in 1919.
A lucrat foarte mult la organizarea Consiliilor și a Gărzilor Naționale comunale din toată granița Severinului.
A scris în 1928 Monografia consiliului Național Român din Caransebeș.